# Panika roku 1819
Panika 1819 (ang. Panic of 1819) – pierwszy poważny kryzys finansowy w Stanach Zjednoczonych, który miał miejsce pod koniec „ery przyjaźni”. Nowe państwo pogrążyło się w kryzysie pod koniec lat 80. XVIII wieku (który doprowadził bezpośrednio do wprowadzenia dolara i, prawdopodobnie niebezpośrednio, do zwołania konwentu konstytucyjnego) oraz innej poważnej recesji w późnych latach 90. XVIII wieku. Podczas tych wcześniejszych kryzysów zasadnicza przyczyna gospodarczego zamieszania miała swój początek w rozległej gospodarce atlantyckiej. Te kryzysy oraz inne skutki międzynarodowych konfliktów, jak ustawa o embargu i wojna brytyjsko-amerykańska, spowodowały powszechne przejęcia nieruchomości, niewypłacalność banków, bezrobocie oraz załamanie w rolnictwie i produkcji. Niemniej jednak, sytuacja gospodarki Stanów Zjednoczonych zmieniła się po tym, jak w 1816 r. założony został Drugi Bank Stanów Zjednoczonych. Został on utworzony w odpowiedzi na rozprzestrzenianie się weksli emitowanych przez prywatne banki w Stanach Zjednoczonych, co było następstwem inflacji spowodowanej powojennym długiem. Z kolei Panika 1819 miała swoje źródła w gospodarce Stanów Zjednoczonych. Panika ta wyznaczyła koniec gospodarczej ekspansji, która nastąpiła po wojnie brytyjsko-amerykańskiej oraz zainicjowała nową politykę finansową, która nadała kształt postępowi gospodarczemu.

## Wyjaśnienia
Różne szkoły myśli ekonomicznej podały swoje własne wyjaśnienia Paniki 1819.
Ekonomiści szkoły austriackiej przedstawiają ogólnokrajową recesję, której rezultatem była Panika 1819, jako pierwszą porażkę ekspansywnej polityki monetarnej – przewidywaną przez austriacką teorię cyklu koniunkturalnego. Rząd intensywnie pożyczał pieniądze, by sfinansować wojnę brytyjsko-amerykańską w 1812 r., która spowodowała ogromne obciążenie dla rezerw USA. Doprowadziło to do zawieszenia obowiązku wymiany pieniędzy (na pieniądz kruszcowy) w 1814 r., a następnie ponownie podczas recesji w latach 1819–1821, co pogwałciło zawarte w umowach prawa deponentów. Pobudziło to zakładanie nowych banków i ekspansję emisji pieniądza. Wzrost ilości pieniądza zachęcił do dokonywania ryzykownych inwestycji. Wkrótce okazało się, że sytuacja pieniężna stwarzała zagrożenie dla gospodarki, a Drugi Bank Stanów Zjednoczonych został zmuszony zatrzymać ekspansję i wprowadzić bolesny proces kurczenia podaży pieniądza. Objawiło się to falą bankructw, niewypłacalnością banków oraz paniką bankową. Ceny spadały, natomiast bezrobocie w miastach rozprzestrzeniało się na szeroką skalę. Wielu Amerykanów nie miało wystarczająco dużo pieniędzy, by spłacić swoje długi.
Panika po części była również następstwem sytuacji na rynkach międzynarodowych. Europejski popyt na amerykańskie produkty żywnościowe spadał, ponieważ rolnictwo europejskie odżywało po wyniszczających Stary Kontynent wojnach napoleońskich. Wojna i rewolucja w Nowym Świecie zniszczyła linię zaopatrzenia drogocennych metali z Meksyku i Peru do Europy. Bez podstawy międzynarodowej podaży pieniądza biedni Europejczycy i ich rządy gromadziły całą dostępną gotówkę. To spowodowało, że amerykańscy bankowcy i przedsiębiorcy zaczęli emitować niepokryte w kruszcu pieniądze oraz doprowadzili do ekspansji kredytowej. Amerykańscy bankowcy, którzy niewiele wiedzieli o dokumentach założycielskich firm, wekslach, instrumentach zbywalnych ani akcjach i obligacjach, „nadmuchali” bańkę spekulacyjną podczas rynkowej rewolucji. Pod koniec 1819 r. banki zażądały spłaty pożyczek.
Małe lokalne wzrosty i spadki miały miejsce na rynku od lat 90. XVIII wieku, ale nigdy wcześniej nie osiągnęły tak wielkiego rozmiaru. Przedsiębiorstwa upadały, ponieważ nie mogły spłacić swoich długów, a setki tysięcy pracowników najemnych straciło swoje posady. Bezrobocie w Filadelfii sięgnęło 75%, a 800 pracowników zostało wtrąconych do więzienia z powodu długów, zaś w na peryferiach Baltimore bezrobotni utworzyli miasto z namiotów.
Murray Rothbard wskazuje w swojej książce The Panic of 1819: Reactions and Policies, że kryzys rozbudził ściśle intelektualną kontrowersję co do papierów bankowych. Rothbard wskazuje na pojawienie się dużej grupy polityków, dziennikarzy, ekonomistów, którzy potrafili właściwie zdiagnozować źródła kryzysu i zaproponować odpowiednie środki zapobiegające powtarzaniu się go w przyszłości. Wszystko to zdarzyło się na wiele lat przed tym, kiedy w Anglii Torrens i inni sformułowali podstawowe zasady szkoły obiegu pieniężnego. Do najważniejszych postaci wskazujących na ekspansję kredytową jako źródła ekonomicznej katastrofy zaliczani są: Thomas Jefferson, Thomas Randolf, Daniel Raymond, senator Condy Raguet, John Adams i Peter Paul de Grand, który bronił nawet postulatu, by banki przyjęły model Banku Amsterdamskiego i stale utrzymywały stopę rezerw na poziomie stu procent.

## Dalsza lektura
- Cayton, Andrew R. L. (1982). „The Fragmentation of ‘A Great Family’: The Panic of 1819 and the Rise of the Middling Interest in Boston, 1818–1822” „The Fragmentation of ‘A Great Family’: The Panic of 1819 and the Rise of the Middling Interest in Boston, 1818-1822”, Journal of the Early Republic, Numer 2/2, s. 143–167
- Blackson, Robert M. (1989). „Pennsylvania Banks and the Panic of 1819: A Reinterpretation” „Pennsylvania Banks and the Panic of 1819: A Reinterpretation”, Journal of the Early Republic, Numer 9/3, s. 335–358
- Sobel, Robert (1988), Panic on Wall Street: A Classic History of America’s Financial Disasters, New York: Dutton.